# Pedro Olmos Muñoz
Pedro Olmos Muñoz (Valparaíso, 11 de junio de 1911-Linares, 9 de mayo de 1991) fue un pintor y dibujante chileno de carácter costumbrista.

## Biografía
Su niñez y adolescencia las pasó en San Felipe. Posteriormente, cursó estudios de artes en el Instituto Pedagógico de la Universidad de Chile. En sus años universitarios formó parte de los grupos intelectuales de la década del '30, junto a figuras como Pablo Neruda y Juvencio Valle.
En 1938 se radica en Argentina donde se especializó en muralismo y dirigió la sala de exposiciones del Teatro del Pueblo de Buenos Aires. En 1946 participó en la exposición "Ars Americana" en París y en la Exposición de la UNESCO.
En la década del '60 se instala con su señora en la ciudad de Linares, donde hizo clases en el Liceo de Hombres de esa ciudad. Asimismo, fue uno de los impulsores del Grupo Ancoa y uno de los impulsores de la instalación del Museo de Arte y Artesanía de Linares. También, fue restaurador del Museo de Historia de Yerbas Buenas, la "Casa de Pareja".

## Obra
Se ha descrito el trabajo de Pedro Olmos de carácter costumbrista y figurativo, donde frecuentemente escenifica situaciones cotidianas de la vida campesina y urbana de la zona central del país. Incluye en su obra naturalezas muertas, retratos, muestras de religiosidad popular, escenas folclóricas, entre otros.
Olmos utilizó varias técnicas pictóricas, como el óleo, grabados, dibujos y murales. En esta última técnica destacan, entre otros, el que hizo en la Municipalidad de Linares con figuras importantes de la zona, o el del Hospital de la mina El Teniente.